# Kwere (llengua)
El kwere (o nghwele) és una llengua bantu parlada a Tanzània. El kwere es parla al districte de Bagamoyo, a la Província Costanera i a la regió de Morogoro a Tanzània.